# Сантана ді Моррінью
Клубе Сантана ді Моррінью або просто Сантана ді Моррінью (порт. Clube Santana de Morrinho) — професіональний кабо-вердський футбольний клуб з міста Моррінью (Порту Інглеш), на острові Маю. Крім футбольної секції в клубі також функціонує і легкоатлетична.

## Історія виступів у чемпіонатах та кубках

### Острівний чемпіонат
| Сезон   | Див | Міс | Очок | Іг | В | Н | П | ЗМ | ПМ | РМ  |
| 2013-14 | 2   | 5   | 4    | 8  | 1 | 1 | 6 | 7  | 22 | -15 |

## Керівництво клубу
| Посада               | Ім'я                       |
| -------------------- | -------------------------- |
| Президент клубу      | Жануаріу Карвалью Монтейра |
| Віце-президент клубу | Руї Альберту душ Реїш      |
| Секретар             | Лужія Невеш                |
| Скарбник             | Кріштіна Невеш             |
| Менеджер команди     | Жасінту Андраде            |
| Фінансовий директор  | Апріжіу Рамуш              |